# 우야강
우야강(갈리시아어와 스페인어로는 Río Ulla)은 스페인의 갈리시아주에 있는 강이다.
발원지는 안타스 데 우야 또는 인접한 몬테로소 지방으로 알려져 있다. 카토이라 시 근처의 리아 데 아로우사 하구로 흐른다. 유역은 미뇨강 유역 다음으로 갈리시아에서 두 번째로 크다. 지류로는 데사강과 아르네고강이 있다.
이 강은 그곳에서 발견된 수많은 신석기 유물로 인해 고고학자들에게 중요한 가치를 가진다. 우야강의 하구와 리아 데 아로우사라고 불리는 하구의 어귀에는 고고학자들이 암각화를 포함한 유적을 발견한 두 곳의 유적지가 있다. 우야강은 또한 이베리아반도 북서부에서 발견된 많은 수생 유물들이 하류와 하구에서 발견되었기 때문에 중요하다.

## 어원
에델미로 바스쿠아스에 따르면, "우야"는 오래된 유럽 지명에 속하며, 인도유럽조어의 뿌리인 *wel- '바퀴, 회전하다'에서 파생되었다. 이 지명은 906년에 "((fluvius) Volia)"로 등록되었으며, 이전 형태인 *Wulia에서 파생되었다.

## 같이 보기
- 스페인의 강 목록
- 갈리시아의 강